# Leogorgon klimovensis
Leogorgon klimovensis és una espècie extinta de sinàpsid que visqué en allò que avui en dia és l'Europa oriental durant el Permià, fa entre 257,4 i 264,3 milions d'anys. Se n'han trobat restes fòssils a les óblasts russes d'Orenburg i Vólogda. Es tracta de l'única espècie del gènere Leogorgon. En un primer moment fou classificat entre els rubidgeïns, cosa que en feia el primer representant conegut d'aquesta subfamília de fora d'Àfrica. Tanmateix, avui en dia ni tan sols no és segur que sigui un gorgonop. El nom genèric Leogorgon significa ‘gòrgona de Leo’, en referència al paleontòleg rus Leonid Tatàrinov.